# Saison 1995-1996 de snooker
Navigation
1994-1995 1996-1997
La saison 1995-1996 de snooker est la 28e saison de snooker. Elle regroupe 33 tournois organisés par la WPBSA entre août 1995 et juin 1996.

## Nouveautés
- Création du challenge rouge et blanc, premier tournoi se déroulant au Pakistan, et de l'Open d'Allemagne, premier tournoi comptant pour le classement mondial à se dérouler dans ce pays.
- Le Masters d'Australie apparaît au calendrier en septembre, une semaine avant l'Open d'Australie.
- Le Classique de Dubai est remplacé par le Classique de Thaïlande.
- Première édition des Masters de Belgique, de Guangzhou, de Finlande, de Chine, du Pakistan, de Malte, de Malaisie et de Pologne.
- La coupe du roi et le tournoi de snooker à dix billes ne sont pas reconduits.

## Calendrier
| C = Tournoi classé (professionnel)              |
| NC = Tournoi non classé (professionnel)         |
| P/A = Tournoi pro-am (professionnel et amateur) |

| Dates (mois-jour) | Dates (mois-jour) | Tournoi                            | Lieu                                        | Site                            | Cat. | Vainqueur           | Finaliste            | Score | Références |
| 08–??             | 08–??             | Challenge rouge et blanc           | Islamabad                                   |                                 | NC   | Nigel Bond          | John Parrott         | 8–6   | [ 1 ]      |
| 09–14             | 09–16             | Masters d'Australie                | Melbourne                                   | Bentleigh Club                  | NC   | Anthony Hamilton    | Chris Small          | 8–6   | ,          |
| 09–17             | 09–19             | Open d'Australie                   | Melbourne                                   | Bentleigh Club                  | NC   | Anthony Hamilton    | Chris Small          | 9–7   | ,          |
| 09–19             | 09–24             | Masters d'Écosse                   | Motherwell                                  | Civic Centre                    | NC   | Stephen Hendry      | Peter Ebdon          | 9–5   | [ 5 ]      |
| 09–30             | 10–07             | Classique de Thaïlande             | Bangkok                                     | Novotel Bangkok                 | C    | John Parrott        | Nigel Bond           | 9–6   | ,          |
| 10–06             | 10–14             | Championnat Benson & Hedges        | Édimbourg                                   | JP Snooker Centre               | NC   | Matthew Stevens     | Paul McPhillips (en) | 9–3   | [ 8 ]      |
| 10–??             | 10–??             | Tournoi Pontins pro-am (automne)   | Prestatyn                                   | Pontins                         | P/A  | Graeme Dott         | Stephen Lee          | 5-1   |            |
| 10–16             | 10–29             | Grand Prix                         | Sunderland                                  | Crowtree Leisure Centre         | C    | Stephen Hendry      | John Higgins         | 9–5   | [ 9 ]      |
| 10–30             | 11–05             | Grand Prix de Malte                | Marsaskala                                  | Jerma Palace Hotel              | NC   | Peter Ebdon         | John Higgins         | 7–4   | [ 10 ]     |
| 11-??             | 11-??             | Championnat de Merseyside          | Liverpool                                   | Billiard & Snooker Club         | P/A  | Rod Lawler          | Dean Reynolds        | 5-4   |            |
| 11–17             | 12–03             | Championnat du Royaume-Uni         | Preston                                     | Preston Guild Hall              | C    | Stephen Hendry      | Peter Ebdon          | 10–3  | [ 11 ]     |
| 12–03             | 12–10             | Open d'Allemagne                   | Francfort                                   | Messe Frankfurt                 | C    | John Higgins        | Ken Doherty          | 9–3   | [ 12 ]     |
| 01–??             | 01–??             | Masters de Belgique                | Drapeau de la Belgique                      |                                 | NC   | Matthew Stevens     | Patrick Delsemme     | 7–1   | [ 3 ]      |
| 01–03             | 01–07             | Challenge de la charité            | Birmingham                                  | International Convention Centre | NC   | Ronnie O'Sullivan   | John Higgins         | 9–6   | [ 13 ]     |
| 01–??             | 01–18             | Masters de Guangzhou               | Guangzhou                                   | White Swan Club                 | NC   | Tony Drago          | Steve Davis          | 6–2   | ,          |
| 01–27             | 02–03             | Open du pays de Galles             | Newport                                     | Newport Centre                  | C    | Mark Williams       | John Parrott         | 9–3   | ,          |
| 02–04             | 02–11             | Masters                            | Londres                                     | Wembley Conference Centre       | NC   | Stephen Hendry      | Ronnie O'Sullivan    | 10–5  | ,          |
| 02-09             | 02-18             | Open d'Autriche                    | Wels                                        | BRP Hall                        | P/A  | Darryn Walker       | Zoltan Kojsza        | 5-2   |            |
| 02–17             | 02–24             | Open international                 | Swindon                                     | Link Centre                     | C    | John Higgins        | Rod Lawler           | 9–3   | ,          |
| 02–25             | 03–03             | Open d'Europe                      | La Valette                                  | Mediterranean Conference Centre | C    | John Parrott        | Peter Ebdon          | 9–7   | ,          |
| 03–??             | 03–??             | Masters de Finlande                | Drapeau de la Finlande                      |                                 | NC   | Rod Lawler          | Stefan Mazrocis (en) | 6–2   | [ 3 ]      |
| 03–10             | 03–18             | Open de Thaïlande                  | Bangkok                                     | Montien Riverside Hotel         | C    | Alan McManus        | Ken Doherty          | 9–8   | ,          |
| 03–??             | 03–??             | Masters de Chine                   | Drapeau de la République populaire de Chine |                                 | NC   | Rod Lawler          | Shokat Ali (en)      | 6–3   | [ 3 ]      |
| 03–26             | 03–31             | Masters d'Irlande                  | Kill                                        | Goff's                          | NC   | Darren Morgan       | Steve Davis          | 9–8   | [ 25 ]     |
| 03–??             | 03–??             | Masters du Pakistan                | Drapeau du Pakistan                         |                                 | NC   | Noppadon Noppachorn | Brian Morgan (en)    | 7–5   | [ 3 ]      |
| 04–01             | 04–08             | Open de Grande-Bretagne            | Plymouth                                    | Plymouth Pavilions              | C    | Nigel Bond          | John Higgins         | 9–8   | [ 26 ]     |
| 04–20             | 05–06             | Championnat du monde               | Sheffield                                   | Crucible Theatre                | C    | Stephen Hendry      | Peter Ebdon          | 18–12 | [ 27 ]     |
| 12–28             | 05–12             | Ligue d'Europe                     | Irthlingborough                             | Diamond Centre                  | NC   | Ken Doherty         | Steve Davis          | 10–5  | ,          |
| 05–15             | 05–19             | Masters de Malte                   | Marsascala                                  | Jerma Palace Hotel              | NC   | Mark Davis          | John Read (en)       | 6–3   | [ 31 ]     |
| 05–??             | 05–??             | Masters de Malaisie                | Drapeau de la Malaisie                      |                                 | NC   | Dominic Dale        | Drew Henry           | 8–3   | [ 3 ]      |
| 05–??             | 05–??             | Masters de Pologne                 | Drapeau de la Pologne                       |                                 | NC   | Gerard Greene       | Patrick Wallace (en) | 6–5   | [ 3 ]      |
| 05–??             | 05–??             | Tournoi Pontins professionnel      | Prestatyn                                   | Pontins                         | NC   | Ken Doherty         | Nigel Bond           | 9–7   |            |
| 06–??             | 06–??             | Tournoi Pontins pro-am (printemps) | Prestatyn                                   | Pontins                         | P/A  | Ken Doherty         | Darren Morgan        | 7-3   |            |

## Classement mondialen début et fin de saison

### Classement après lechampionnat du monde 1995
| Rang | Évol.         | Joueur            |
| 1    | en stagnation | Stephen Hendry    |
| 2    | 2             | Steve Davis       |
| 3    | 2             | James Wattana     |
| 4    | 1             | Jimmy White       |
| 5    | 3             | John Parrott      |
| 6    | en stagnation | Alan McManus      |
| 7    | 4             | Ken Doherty       |
| 8    | 2             | Darren Morgan     |
| 9    | 48            | Ronnie O'Sullivan |
| 10   | 11            | Peter Ebdon       |
| 11   | 2             | Nigel Bond        |
| 12   | 13            | Joe Swail         |
| 13   | 13            | David Roe (en)    |
| 14   | 6             | Terry Griffiths   |
| 15   | 8             | Willie Thorne     |
| 16   | 4             | Tony Drago        |

### Classement après lechampionnat du monde 1996
| Rang | Évol.         | Joueur            |
| 1    | en stagnation | Stephen Hendry    |
| 2    | en stagnation | Steve Davis       |
| 3    | 6             | Ronnie O'Sullivan |
| 4    | 1             | John Parrott      |
| 5    | 2             | James Wattana     |
| 6    | en stagnation | Alan McManus      |
| 7    | 3             | Jimmy White       |
| 8    | en stagnation | Darren Morgan     |
| 9    | 2             | Ken Doherty       |
| 10   | en stagnation | Peter Ebdon       |
| 11   | 40            | John Higgins      |
| 12   | 1             | Nigel Bond        |
| 13   | 6             | Dave Harold       |
| 14   | 2             | Tony Drago        |
| 15   | 1             | Terry Griffiths   |
| 16   | 3             | David Roe (en)    |